# GigaMedia Limited
GigaMedia Limited este un important furnizor de programe și servicii de divertisment online. GigaMedia dezvoltă software pentru servicii de divertisment online, inclusiv piața globală de jocuri online. Portalul de jocuri FunTown al portalului GigaMedia este un portal de jocuri casual din Asia și cel mai mare site de jocuri Majong online din punct de vedere al veniturilor. GigaMedia operează pe site-ul de poker EverestPoker.com. Acest site este blocat de Oficiul Național pentru Jocuri de Noroc.